# Sanidino
Il sanidino (simbolo IMA: Sa) è un minerale comune della classe dei minerali dei "silicati e germanati". La sua composizione chimica è (K,Na)[(Si,Al)4O8]. Gli elementi potassio e sodio, così come il silicio e l'alluminio indicati tra parentesi tonde, possono sostituirsi l'uno con l'altro nella formula, ma sono sempre nella stessa proporzione con gli altri componenti del minerale.

## Etimologia e storia
Il termine sanidino è un neologismo composto dai termini greci σανίς ('sanís', tavola, tavoletta) e εἶδος ('eídos', aspetto, forma). Si riferisce alla frequente forma tabulare dei cristalli.
Il sanidino fu descritto per la prima volta nel 1789 da Karl Wilhelm Nose nei suoi contributi Ueber das Schiefergebirge etc. und über Westphalen, che furono ripresi nel 1808 da Johann Jacob Nöggerath nei suoi Studi mineralogici sulle montagne del Basso Reno. La località tipo è il Drachenfels nelle Siebengebirge renane.

## Classificazione
Nell'ormai obsoleta, ma ancora in uso, 8ª edizione della sistematica minerale secondo Strunz, il sanidino apparteneva alla classe dei "tectosilicati con zeoliti", dove veniva elencato insieme a buddingtonite, celsiana, ialofane, kokchetavite, microclino, ortoclasio, paracelsiana, rubicline e slawsonite con i quali formava il sottogruppo dei "feldspati alcalini" con il sistema nº VIII/J.06 all'interno del gruppo dei feldspati.
La 9ª edizione della sistematica minerale di Strunz, valida dal 2001 e utilizzata dall'Associazione Mineralogica Internazionale (IMA), classifica invece il sanidino nel reparto dei "9.F Tettosilicati senza H2O zeolitica". Questo è ulteriormente suddiviso in base all'eventuale presenza di altri anioni, in modo che il minerale possa essere trovato nella suddivisione "9.FA Tettosilicati senza anioni aggiuntivi non tetraedrici" in base alla sua composizione, dove forma il sistema nº 9.FA.30 insieme ad adularia, buddingtonite, ortoclasio, rubicline, celsiana e microclino.
Anche la classificazione dei minerali secondo Dana, che viene utilizzata principalmente nel mondo anglosassone, classifica il sanidino nella classe dei "silicati e germanati" e successivamente nella divisione dei "silicati di struttura: reticoli Al-Si". Lo si trova insieme ad anortoclasio, celsiana, filatovite, ialofane, ortoclasio, microclino e rubicline nel gruppo dei "K (Na,Ba)-Feldspati" con il sistema nº 76.01.01 all'interno della sottosezione "Con griglia Al-Si".

## Modificazioni e varietà
Il sanidino è una modifica ad alta temperatura del feldspato alcalino con una distribuzione largamente disordinata di alluminio e silicio. Insieme all'albite ad alta temperatura, forma una serie completa di miscelazione.

## Abito cristallino
Il sanidino cristallizza nel sistema monoclino nel gruppo spaziale C2/m (gruppo nº 12) con i parametri reticolari a = 8,6 Å, b = 13,03 Å, c = 7,18 Å e β = 116,0° oltre a 4 unità di formula per cella unitaria.

## Origine e giacitura
Il sanidino è un minerale tipico della formazione delle rocce e si forma nelle rocce vulcaniche acide. Forma anche pseudomorfosi con il microclino. I minerali di accompagnamento includono quarzo, plagioclasio, muscovite, biotite, orneblenda e magnetite.
In tutto il mondo, a partire dal 2012, si considerano noti circa 480 siti. Oltre alla sua località tipo Drachenfels, il minerale può essere trovato in altri luoghi del Siebengebirge, come Finkenberg vicino a Bonn, Ölberg, Perlenhardt e Weilberg vicino a Königswinter, così come Hohenburg e Dächelsberg a Wachtberg. Lo sanidino è stato trovato anche in diverse località del Baden-Württemberg (Hinterhauenstein, Katzenbuckel, Oberbergen), in Baviera (Fichtelgebirge), in molte località dell'Eifel (Andernach, Daun, Ettringen, Hillesheim, Mendig, Niederzissen) in Renania-Palatinato, in alcune località dei Monti Metalliferi sassoni e vicino a Gera in Turingia.
In Austria, il sanidino è stato trovato sul Pauliberg vicino a Kobersdorf nel Burgenland, vicino a Gossendorf, Klöch e sullo Stradner Kogel, nonché sul Katereck vicino a Bad Ischl in Stiria.
In Svizzera, il sanidino è stato finora trovato solo nei pressi di Oberbargen (nel Canton Sciaffusa) e sul Monte San Giorgio (nel Canton Ticino).
Altri siti sono sparsi in molti Paesi del mondo.

## Forma in cui si presenta in natura
Il sanidino di solito sviluppa cristalli tabulari o aghiformi o prismatici e gemelli di dimensioni fino a 50 cm, ma anche aggregati sferici o granulari o massicci. Le superfici di un cristallo non alterato hanno una lucentezza simile al vetro, mentre le superfici spaccate brillano come madreperla.
Nella sua forma pura, il sanidino è incolore e trasparente. Tuttavia, a causa della rifrazione multipla della luce dovuta a difetti di costruzione del reticolo o alla formazione policristallina, può anche apparire bianca, per cui la trasparenza diminuisce di conseguenza. A causa di miscele estranee, il sanidino può anche assumere un colore grigio, giallastro o rossastro.

## Utilizzi
Il sanidino generalmente non ha alcun significato economico. Tuttavia, se è di buona qualità, viene occasionalmente tagliato in pietre preziose da alcuni collezionisti esperti.